# إيفلينا بليدانز
إيفيلينا فيسفالدوفنا بليدانز (بالروسية: Эвели́на Ви́свалдовна Блёданс) (من مواليد 5 أبريل 1969 في يالطا، روسيا) هي ممثلة ومغنية ومقدمة برامج تلفزيونية روسية.

## وصلات خارجية
- إيفلينا بليدانز على موقع IMDb (الإنجليزية)
- إيفلينا بليدانز على موقع قاعدة بيانات الفيلم (الإنجليزية)
- إيفلينا بليدانز على موقع كينوبويسك (الروسية)